# Café De Vergulde Gaper
Café de Vergulde Gaper is een monumentaal pand in de binnenstad van de Nederlandse plaats Venlo. Het pand staat aan Markt 25 tegenover het Stadhuis van Venlo.

## Geschiedenis
Sinds de middeleeuwen stond er op deze plek een koopmanshuis.
In 1911-192 werd het middeleeuwse pand tot straatniveau afgebroken en werd er in opdracht van de Nieuwe Venlosche Courant een nieuw pand gebouwd naar ontwerp van architect H. Rijven.
In 1948 bevond zich in het pand de apotheek van Dhr. Schrijnen. Het woord gaper in de naam verwijst naar deze apotheek.
In 1998 werd de begane grond veranderd in een café.

## Bouwwerk
Het pand is in rationallistische stijl opgetrokken in rode baksteen in kruisverband, afgewisseld met grijze natuurstenen banden en asymmetrisch van opzet. Het linker gedeelte, dat symmetrisch van opzet is, is voorzien een topgevel met pinakels. Op de tweede verdieping bevindt zich een terugliggend halfrond balkon in het linkergedeelte.
De middeleeuwse kelder bestaat uit een grote voorkelder en een kleine achterkelder, gescheiden door een bakstenen muur met een doorgang. De voorkelder heeft een tongewelf richting de voorgevel en het tongewelf van de achterkelder ligt hier haaks op. Het muurwerk is grotendeels van mergel en de gewelven van baksteen. In de westmuur loopt een stenen wenteltrap naar de begane grond. In de kelder bevinden zich een aantal kaarsnissen.
De begane grond is ingericht als open caféruimte heeft een historiserende inrichting en lambriseringen van recente datum, maar geven een indruk van het begin van de 20e eeuw. De eerste verdieping heeft van de voorgevel tot de achtergevel aan de oostzijde twee salonkamers, aaneengesloten met een schuifdeur, en hebben beide een schouw in traditionele stijl. De achterkamer werd als keuken gebruikt. De tweede verdieping heeft een zelfde indeling als de eerste, waarbij de twee kamers aan de oostzijde niet onderling verbonden zijn en beide voorzien zijn van muurkasten. De voorkamer geeft toegang tot het kleine balkon in de voorgevel. De derde verdieping onder het platte dak heeft bijna een zelfde indeling als de eerste en heeft boven de trap een daklicht.